# Mike Southon
Michael « Mike » Southon, né vers 1955 à Brighton (Sussex de l'Est), est un directeur de la photographie (membre honoraire de la BSC) et réalisateur anglais.

## Biographie
Sorti dipômé en 1973 de l'école d'art (section photographie) de l'Université de Brighton, Mike Southon débute comme chef opérateur à la télévision britannique en 1979 (documentaire The Country and the City), au sein de la BBC.
Au cinéma (essentiellement britannique), son premier film comme directeur de la photographie est une adaptation musicale, sortie en 1982, de l'histoire de Mata Hari. Suivent notamment Gothic de Ken Russell (1986), Le Petit Homme de (et avec) Jodie Foster (1991), Replicant de Ringo Lam (2001) et Casse-Noisette, l'histoire jamais racontée d'Andreï Kontchalovski (2013).
Signalons également sa participation à la série cinématographique (ou dérivés) Air Bud, dont un film où il est en outre réalisateur, Air Bud superstar (2003). Toujours à la réalisation, évoquons aussi son court métrage Bubbles (2001, avec Saskia Reeves et Adrian Rawlins).
Par ailleurs, il dirige les prises de vues de nombreux clips vidéo, dont November Rain d'Andy Morahan (1992) qui lui permet de gagner la même année le MTV Video Music Award de la meilleure photographie.
Pour la télévision, il est directeur de la photographie sur des séries, dont Bergerac (deux épisodes, 1983-1984) et Doctor Who (épisode Le Fantôme de Caliburn, 2013).
S'ajoutent des téléfilms, dont Une affaire d'honneur de Ken Russell (1991) et Citizen Welles de Benjamin Ross (1999).
Membre (actuellement honoraire) de la British Society of Cinematographers (BSC), il en est le président entre 1996 et 1998.

## Filmographie partielle
(directeur de la photographie, sauf mention contraire ou complémentaire)

### Cinéma
- 1986 : Gothic de Ken Russell
- 1986 : Héroïne (Captive) de Paul Mayersberg
- 1987 : Un sketch (Aria), film à sketches, segment Depuis le jour de Derek Jarman
- 1988 : Paperhouse de Bernard Rose
- 1990 : Chicago Joe et la Showgirl (Chicago Joe and the Showgirl) de Bernard Rose
- 1991 : Un baiser avant de mourir (A Kiss Before Dying) de James Dearden
- 1991 : Le Petit Homme (Little Man Tate) de Jodie Foster
- 1992 : Les Hauts de Hurlevent (Wuthering Heights) de Peter Kosminsky
- 1995 : Les Chemins de la liberté (The Run of the Country) de Peter Yates
- 1995 : Un ménage explosif (Roommates) de Peter Yates
- 1997 : Air Bud : Buddy star des paniers (Air Bud) de Charles Martin Smith
- 1997 : Blanche-Neige : Le Plus Horrible des contes (Snow White: A Tale of Terror) de Michael Cohn
- 1998 : Air Bud 2 (Air Bud: Golden Receiver) de Richard Martin
- 2000 : Sorted d'Alexander Jovy
- 2001 : Replicant de Ringo Lam
- 2001 : Bubbles (court métrage ; réalisateur uniquement)
- 2003 : Air Bud superstar (Air Bud: Spikes Back) (+ réalisateur)
- 2006 : Cinq Toutous prêts à tout (Air Buddies) de Robert Vince
- 2006 : Spymate de Robert Vince
- 2010 : Casse-Noisette, l'histoire jamais racontée (The Nutcracker in 3D) d'Andreï Kontchalovski
- 2011 : Les Copains et la Légende du chien maudit (Spooky Buddies) de Robert Vince
- 2012 : St George's Day de Frank Harper
- 2023 : The Millinery Lesson (+ réalisateur et scénariste)

### Télévision

#### Séries
- 1983-1984 : Bergerac
  - Saison 2, épisode 2 Always Leave Them Laughing (1983)
  - Saison 3, épisode 6 A Touch of Eastern Promise (1984)
- 2013 : Doctor Who, saison 7, épisode 9 Le Fantôme de Caliburn (Hide)

#### Téléfilms
- 1990 : La Vie secrète de Ian Fleming (Spymaker: The Secret Life of Ian Fleming) de Ferdinand Fairfax
- 1991 : Une affaire d'honneur (Prisoner of Honor) de Ken Russell
- 1999 : Citizen Welles (RKO 281) de Benjamin Ross
- 2006 : La Légende de Sérenna (The Mermaid Chair) de Steven Schachter

## Distinctions (sélection)
- MTV Video Music Award de la meilleure photographie :
  - 1991 : Nomination pour George Michael: Freedom! '90
  - 1992 : Gagné pour November Rain
- 1998 : Nomination à l'American Society of Cinematographers Award de la meilleure photographie pour un téléfilm, mini-série ou pilote, pour Blanche-Neige : Le Plus Horrible des contes